# IK Lågan
IK Lågan (Idrottsklubben Lågan Handboll) är en handbollsklubb från Hörby i Skåne län, bildad den 6 april 1973 av dåvarande handbollssektionen i Hörby FF. Matchstället består av blåa tröjor och svarta kortbyxor. Hemmamatcherna spelas i Lågehallen.
Säsongen 2024/2025 spelade herrlaget i allsvenskan och damlaget i division 3.